# 신갈나무
신갈나무는 참나무과에 속하며 겨울에 잎이 지는 큰키나무이다.

## 특징
신갈나무는 북한, 몽골, 시베리아 등에 분포하며 한국에서는 전국 산지에서 자란다. 높이는 45m, 지름은 78 정도에 이른다. 오래된 나무껍질은 검은빛이 도는 갈색을 띠고 세로로 갈라진다. 어긋나게 달리는 잎은 거꾸로 된 달걀 모양이며, 잎 가장자리에 파도 모양의 톱니가 나 있다. 잎 끝은 둥글고 잎 밑은 귓불 모양으로 늘어져 있다. 이 나무는 잎자루가 거의 없이 줄기에 바로 잎이 붙어 있는 것이 특징이다. 5월에 피는 꽃은 수꽃이삭이 새로 난 가지 밑에 달려 아래로 처지며 암꽃이삭이 그 윗부분에서 자란다

## 사진

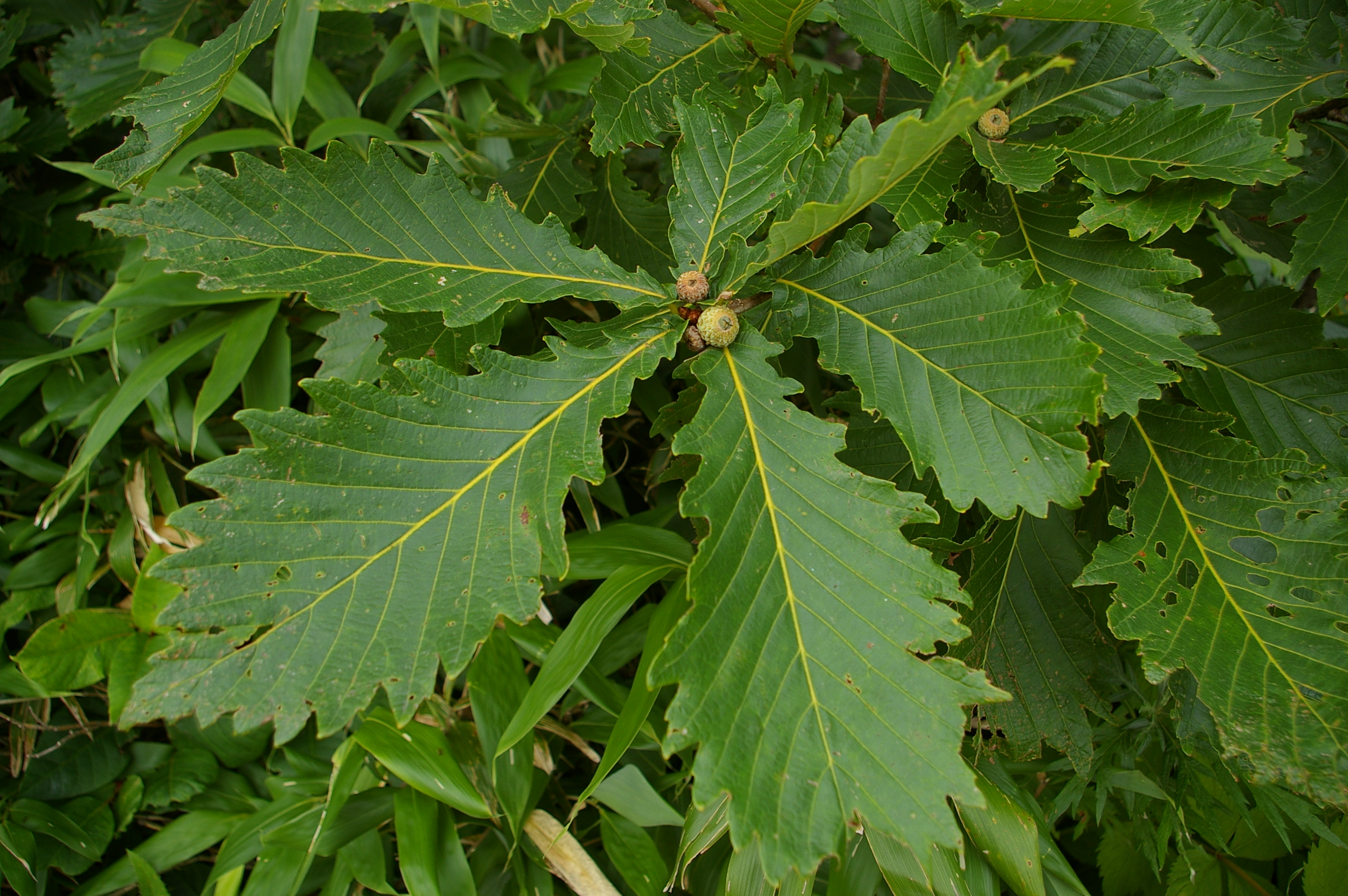
신갈나무 잎